# Magyarókereki református templom
A magyarókereki református templom műemlékké nyilvánított templom Romániában, Kolozs megyében. A romániai műemlékek jegyzékében a CJ-II-m-B-07517 sorszámon szerepel.

## Története
Magyarókereke birtokosai a Bihar vármegyei Álmos, Csire és Madarászi családok voltak, majd Matskásy Ferenc lett a tulajdonos. Temploma 1273-ban épült; a reformátusok a 16. században újjáépítették, azonban 1661-ben az utolsó tatárjárás alatt a faluval együtt megsemmisült. A hívek adományából 1728-ban épült fel az új templom, melyet 1746-ban újítottak fel. 1690-ben emelt fa haranglábát 1897-ben kőtoronyra cserélték és 1904-ben kibővítették az épületet. Ekkor döntöttek a megrongálódott famennyezet értékesítéséről is. Umling Lőrinc által festett régi famennyezet kazettáinak nagy része előbb a budapesti Nemzeti Múzeumba került, majd 1936-ban a budapesti Néprajzi Múzeumba.
A templom értékes faberendezése 1746-ban készült, a szószékkorona szintén Umling Lőrinc munkája. A szószék feljárója és a papi szék 1786-ban, az úrasztala 1791-ben készült, ezeket Umling Lőrinc és fiai díszítették.
A templom harangját 1931-ben Klein K. Oszkár mester öntötte.